# 플레이포럼
플레이포럼(PlayForum)은 Play와 Forum의 합성어로서 온라인 게임을 즐기는 유저들의 토론 광장이란 의미를 지닌 온라인 게임 전문 커뮤니티였다. 2010년 5월 아이템플포와 도움플포를 분리하며 게임전문언론과 커뮤니티로 거듭났다. 2012년 12월 31일을 끝으로 서비스를 종료했다.

## 주요 서비스
- 게임산업뉴스(온라인, 비디오, 모바일, 웹게임) 제공
- 리니지 커뮤니티
- 리니지2 커뮤니티
- 월드오브워크래프트(WOW) 커뮤니티
- 아이온 커뮤니티
- 메이플스토리 커뮤니티
- 거상 커뮤니티
- 그라나도에스파다 커뮤니티
- 블레이드앤소울 커뮤니티
- 디아블로3 커뮤니티
- 출조낚시왕 커뮤니티
- 리그오브레전드 커뮤니티

## 플레이포럼의 회생
- 플레이포럼이 2012년 12월 31일 사이트를 폐쇄하게 되고, 2013년 하반기에 플레이포럼 사이트가 다시 열리게 되면서 "플포에게 바란다"란을 만들어 유저들의 의견을 수렴하였고 그 뒤로 현재까지 사이트가 운영되고 있는 상황이다.